# Pseudacteon convexicauda
Pseudacteon convexicauda är en tvåvingeart som beskrevs av Borgmeier 1962. Pseudacteon convexicauda ingår i släktet Pseudacteon och familjen puckelflugor. Inga underarter finns listade i Catalogue of Life.